# XIXI
XIXI è il secondo album in studio della cantante statunitense Roniit, pubblicato il 10 gennaio 2020.

## Descrizione
Roniit ha composto XIXI meditando nella foresta, fra mezzanotte e le sei del mattino, e lo ha prodotto alla luce di candele e fra fumi d'incenso. L'album è stato pensato per essere ascoltato tutto d'un fiato, in quanto si tratta di un rituale musicale atto ad arrendersi al flusso dell'universo e a guardare dentro se stessi. A tal proposito, la cantautrice ha dichiarato:
Ascolta al buio! Ascolta al buio! Ascolta al buio!
Chiudi gli occhi, ascolta te stesso! Lasciati viaggiare, lasciati esprimere!
Medita, balla, fai sesso con questa musica! Tutto quello che vuoi.
Ascolta al buio!»
Lo stile musicale è un mix di pop, ambient, trap, darkwave, melodic dubstep, dream pop, ethereal wave, witch house ed elementi acustici. Roniit canta e si è post-prodotta per risultare spesso ariosa e quasi sussurrante, sullo stile del precedente singolo Visceral. Le melodie sono state composte per lo più in tonalità minori, risultando al contempo malinconiche e sensuali. La traccia finale, che dà il titolo all'album, è interamente composta da vocalizzi etnici, arpeggi di uno strumento a corda, campane tibetane e suoni ambientali notturni (il fruscio del vento fra gli alberi, il frinire dei grilli in lontananza...); questi stessi suoni sono un trait d'union fra varie tracce dell'album.

### Tematiche
Noumenia è una traccia strumentale ispirata dall'osservazione della luna nuova nella foresta. Purify parla dell'abbandonarsi all'innamoramento anche laddove rischioso. Wide Awake parla dell'ascoltare se stessi meditando. Fade to Blue parla del ricordo nostalgico di una notte, della consapevolezza che tutto ciò che c'è di bello è destinato a finire e che quindi bisogna assaporarlo a fondo prima dell'alba. Somnia è una traccia strumentale, suonata al pianoforte, ispirata da un alto pino fuori dallo studio di Roniit. All I Need è una malinconica ballad al piano che riguarda come, nell'estate del 2018, Roniit e Shelby Parks abbiano "riempito i buchi nei reciproci cuori". Don't Let Me Go parla di ipocondria e della paura di addormentarsi. Holy è stata pensata da Roniit meditando con qualcuno con cui si era svegliata. Still the Air è stata ispirata da qualcuno che ha detto a Roniit di amarla pur non essendone sicuro. Let Go, scritta durante una notte insonne, riguarda la paura di innamorarsi. XIXI è stata ispirata dalle notti passate guardando la luna piena e ascoltando il frinire dei grilli.

## Promozione
L'8 marzo 2019 Roniit ha pubblicato il singolo Wide Awake, promosso attraverso un lyric video, mentre il 5 aprile ne è stato pubblicato il remix a opera di Serion. Il 17 luglio è stato pubblicato dal singolo Fade to Blu, promosso attraverso un videoclip, a cui l'11 novembre è seguito Let Go.
Il 20 gennaio 2020 è stato pubblicato l'album in versione compact disc, per il download digitale e per lo streaming. È stata inoltre resa disponibile in edizione limitata una "ritual box" in legno intarsiato a mano con all'interno il CD, dell'incenso, delle candele, una scatolina di fiammiferi, una miscela personalizzata di tè da infusione, un cristallo, una dedica scritta da Roniit e degli oggetti a sorpresa presi a Bali o raccolti nella foresta di San Bernardino.
Il 27 febbraio 2020 è stato diffuso il remix di Hollow & Caster di Holy, mentre il 10 aprile è stata la volta del remix di Lektrique di Purify. Questi sono stati inseriti nell'EP XIXI Remixes, pubblicato il 24 aprile e comprendente anche Don't Let Me Go (LudoWic Remix), Still the Air (SubAtlas & Ento Remix), Fade to Blue (Shizuo Remix) e Holy (Tinykvt Remix)
Il 7 agosto è stata diffusa la versione acustica di Fade to Blue, il 4 settembre quella di Don't Let Me Go; entrambe fan parte dell'EP XIXI Acoustic, pubblicato per lo streaming digitale il 25 settembre e comprendente anche l'inedito 2:22 e le versioni acustiche di Wide Awake e Purify, quest'ultima sfruttata a scopo promozionale. Il 7 agosto è stata diffusa la versione acustica di Fade to Blue, il 4 settembre quella di Don't Let Me Go; entrambe fan parte dell'EP XIXI Acoustic, pubblicato per lo streaming digitale il 25 settembre e comprendente anche l'inedito 2:22 e le versioni acustiche di Wide Awake e Purify, quest'ultima sfruttata a scopo promozionale.

## Tracce
Testi e musiche di Roniit, eccetto dove indicato.
1. Noumenia – 3:04
2. Purify – 2:40
3. Wide Awake – 3:44
4. Fade to Blue – 4:44
5. Somnia – 2:08
6. All I Need – 3:40
7. Don't Let Me Go – 3:25
8. Holy – 3:30
9. Still the Air – 4:55
10. Let Go – 4:44 (Justin Taylor Phillips, Roniit)
11. XIXI – 11:11

## Formazione
- Roniit - voce, sintetizzatore, pianoforte, chitarra acustica, produzione, artwork di copertina
- James Ruehlmann - missaggio, mastering, produzione addizionale (tracce 2, 3, 4, 6, 7, 8, 9)
- Justin Taylor Phillips - chitarra acustica (traccia 10), missaggio (traccia 10)
- Kitty Longoria - chitarra acustica (traccia 9)